# Watten (Norte)
Watten é uma comuna francesa na região administrativa de Altos da França, no departamento do Norte. Estende-se por uma área de 7.32 km². Em 2010 a comuna tinha 2 631 habitantes (densidade: 359,4 hab./km²).